# پذیرش بانکی
پذیرش بانکی، (به انگلیسی: banker's acceptance) پذیرش بانکی که دستور پرداخت مبلغ معینی به حامل آن، در تاریخ معینی است، از جمله قدیمی‌ترین و کوچکترین (از نظر حجم و مبلغ) ابزارهای بازار پول به شمار می‌رود. اگر چه این ابزار مالی از قرن دوازدهم مورد استفاده واقع شده است، اما تا سال‌های دهه ۱۹۶۰ که حجم تجارت بین‌الملل افزایش فوق‌العاده‌ای یافت، یک ابزار مهم در بازار پول به شمار نمی‌رفت.
در هر حال این ابزار به منظور تأمین مالی کالاهایی که هنوز از فروشنده به خریدار منتقل نشده است، مورد استفاده قرار می‌گیرد. بدین‌ترتیب که این اوراق توسط یک مؤسسة تجاری و در وجه یک بانک تجاری خصوصی کشیده می‌شود و وقتی که بانک مزبور آن را مهر نماید، (یعنی بپذیرد) به عنوان یک پذیرش بانکی شناخته می‌شود. 
به عنوان مثال، فرض کنید که شرکت "الف" در ایران می‌خواهد کالایی را از شرکت "ب" در ژاپن خریداری نماید. شرکت ژاپنی از آن‌جا که شناختی نسبت به شرکت ایرانی طرف قرارداد خود ندارد، لذا تمایلی به ارسال کالا، پیش از دریافت پول نخواهد داشت. از طرف دیگر، شرکت ایرانی نیز تمایلی به پرداخت پول، قبل از دریافت کالا را ندارد. در چنین شرایطی، این شرکت تجاری می‌تواند با انتشار اوراق پذیرش بانکی، موجبات تحقق معامله را فراهم سازد. 
اگر چه پذیرش بانکی، در ابتدا به منظور تأمین مالی محموله کالای انتقال یافته در سطح بین‌الملل مورد استفاده قرار می‌گرفت، اما امروزه از این ابزار به منظور تأمین مالی محموله کالاهای داخلی، ذخیره‌سازی اقلام اصلی کالاهای داخلی و خارجی قابل‌عرضه در بازار و تهیه اعتبار به منظور مبادله دلار برای بانک‌های کشورهای معین نیز، مورد استفاده قرار می‌گیرد. 
پذیرش بانکی منافع مستقیمی برای بانک‌ها نیز ایجاد می‌کند. به این ترتیب که بانک بدون استفاده از ظرفیت‌های خلق اعتباری‌اش، قادر به حمایت از نیازهای اعتباری مشتریان خود خواهد بود.
پذیرش بانکی از بازار ثانویه بسیار مناسبی برخوردار است، که دلالان، بانک‌های مرکزی خارجی و بانک‌های داخلی، از مهمترین فعالان آن هستند.